# Luis Augusto de Borbón, príncipe de Dombes
Luis Augusto de Borbón, príncipe de Dombes (Palacio de Versalles, 4 de marzo de 1700-Palacio de Fontainebleau, 1 de octubre de 1755) fue el cuarto hijo de Luis Augusto de Borbón, hijo legitimado del rey Luis XIV y de su amante Madame de Montespan, por lo tanto nieto de este y de su esposa Luisa Benedicta de Borbón.

## Primeros años
Nació en el Palacio de Versalles el 4 de marzo de 1700, cuarto hijo, pero primer hijo sobreviviente de Luis Augusto de Borbón, duque de Maine y de su esposa, Luisa Benedicta de Borbón.
Fue nombrado Príncipe de Dombes en su nacimiento, sin embargo fue el segundo hijo de sus padres que usó el título.

## Carrera militar
A diferencia de su padre, tenía una gran habilidad militar. Luis Augusto sirvió bajo el mando del famoso comandante militar  Eugenio de Saboya en la Guerra Austro-Turca. También luchó en la Guerra de Sucesión Polaca (1733-1738) y en la Guerra de Sucesión Austriaca (1740-1748).
Se convirtió en coronel general de la Guardia Suiza Pontificia (1710), gobernador de Languedoc (1737) y Gran Veneur de Francia (1736). A la muerte de su padre (de quien era muy unido), el 14 de mayo de 1736 en el castillo de Sceaux, heredó la mayor parte de su riqueza y de sus títulos.
En 1750, obtuvo el título de príncipe de Anet y conde de Dreux, cuando su madre le dio dos fincas tres años antes de su muerte. Poco visto en la corte de su primo Luis XV de Francia, prefería vivir en el castillo de Anet. Con el fin de abastecer de agua a sus jardines, creó un sistema hidráulico que se instala en el parque del dominio cerca del río Eure.
Jamás se casó y no tuvo hijos. Una posible esposa hubiera sido su prima, Carlota Aglaé de Orleans, hija de Felipe II de Orleans y de Francisca Maria de Borbón, o su otra prima, Luisa Ana de Borbón-Condé, hija de Luis III de Borbón-Condé y de Luisa Francisca de Borbón.[cita requerida].

## Muerte
Murió el 1 de octubre de 1755, a la edad de 55 años, en Fontainebleau. Su hermano menor, Luis Carlos, era su único heredero.

## Ascendencia
| Luis Augusto de Borbón, príncipe de Dombes | Padre: Luis Augusto de Borbón    | Abuelo paterno: Luis XIV de Francia          | Bisabuelo paterno: Luis XIII de Francia                 |
| Luis Augusto de Borbón, príncipe de Dombes | Padre: Luis Augusto de Borbón    | Abuelo paterno: Luis XIV de Francia          | Bisabuela paterna: Ana de Austria y Austria-Estiria     |
| Luis Augusto de Borbón, príncipe de Dombes | Padre: Luis Augusto de Borbón    | Abuela paterna: Madame de Montespan          | Bisabuelo paterno: Gabriel de Rochechouart de Mortemart |
| Luis Augusto de Borbón, príncipe de Dombes | Padre: Luis Augusto de Borbón    | Abuela paterna: Madame de Montespan          | Bisabuela paterna: Diana de Grandseigne                 |
| Luis Augusto de Borbón, príncipe de Dombes | Madre: Luisa Benedicta de Borbón | Abuelo paterno: Enrique III de Borbón-Condé  | Bisabuelo materno: Luis II de Borbón-Condé              |
| Luis Augusto de Borbón, príncipe de Dombes | Madre: Luisa Benedicta de Borbón | Abuelo paterno: Enrique III de Borbón-Condé  | Bisabuela materna: Claire-Clémence de Maillé-Brézé      |
| Luis Augusto de Borbón, príncipe de Dombes | Madre: Luisa Benedicta de Borbón | Abuela materna: Ana Enriqueta del Palatinado | Bisabuelo materno: Eduardo del Palatinado-Simmern       |
| Luis Augusto de Borbón, príncipe de Dombes | Madre: Luisa Benedicta de Borbón | Abuela materna: Ana Enriqueta del Palatinado | Bisabuela materna: Ana María de Gonzaga-Nevers          |

| Predecesor: Luis Augusto I de Borbón  | Príncipe de Dombes Conde de Eu 1736-1755  | Sucesor: Luis Carlos de Borbón |
| Predecesor: Luisa Benedicta de Borbón | Príncipe de Anet Conde de Dreux 1753-1755 | Sucesor: Luis Carlos de Borbón |